# Îles Gulf
Pour les articles homonymes, voir Gulf.

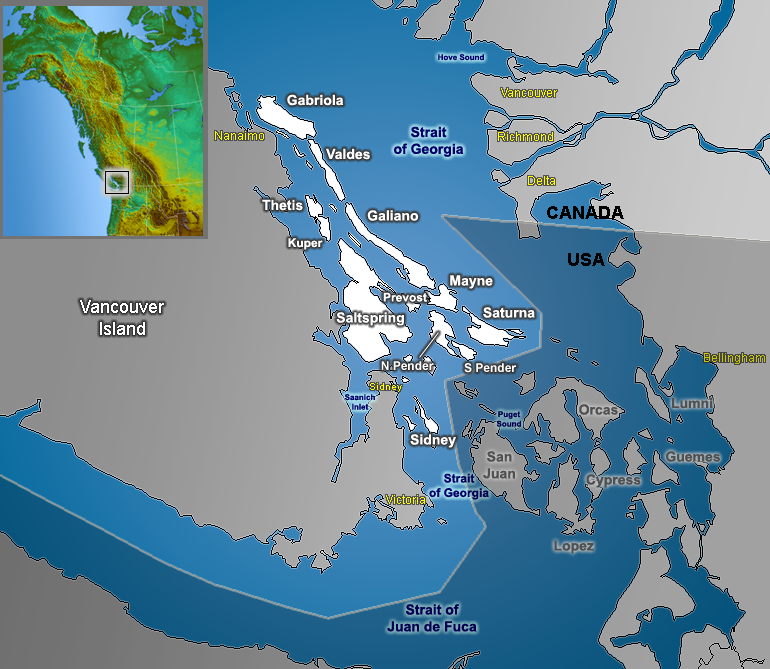
Îles Gulf du sud (en blanc) à l’est de l’île de Vancouver

Les îles Gulf sont des îles de la province canadienne de Colombie-Britannique, situées dans le détroit de Géorgie à l’est de l’océan Pacifique. Elles sont localisées entre l’île de Vancouver et la partie continentale du Canada.
Le toponyme « Gulf » provient de l'ancien nom du détroit de Géorgie qui était appelé Gulf of Georgia jusqu'en 1865. Officiellement l'expression « îles Gulf » ne désigne que les îles situées à l'extrémité sud du détroit de Géorgie, au sud-est de l'île de Vancouver. Mais depuis les années 1990, la population locale a pris l'habitude de l'utiliser pour désigner également les autres îles du détroit.

## Géographie
Les îles sont généralement divisées en deux groupes (nord et sud). La ligne de séparation s’étend de la ville de Nanaimo sur l’île de Vancouver et l’embouchure du fleuve Fraser sur le continent. Toutes les îles principales sont desservies par l’entreprise de transport par bateaux BC Ferries.

### Îles du Sud

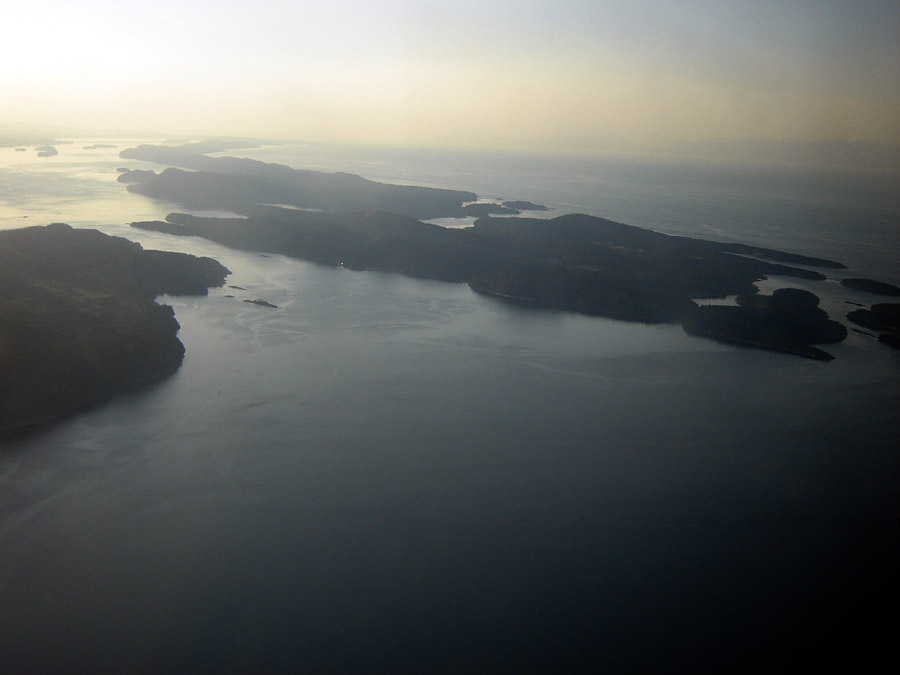
Îles Galiano, Mayne et North Pender

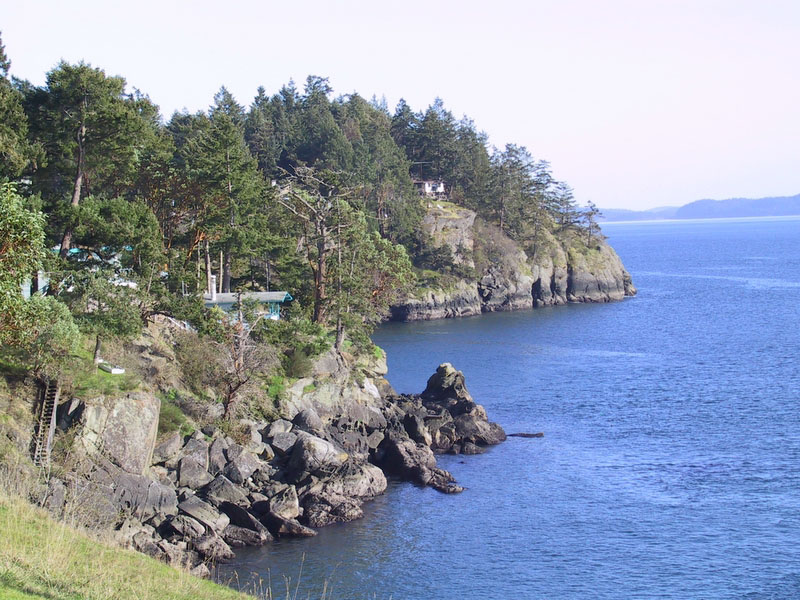
Côte de l’île de North Pender

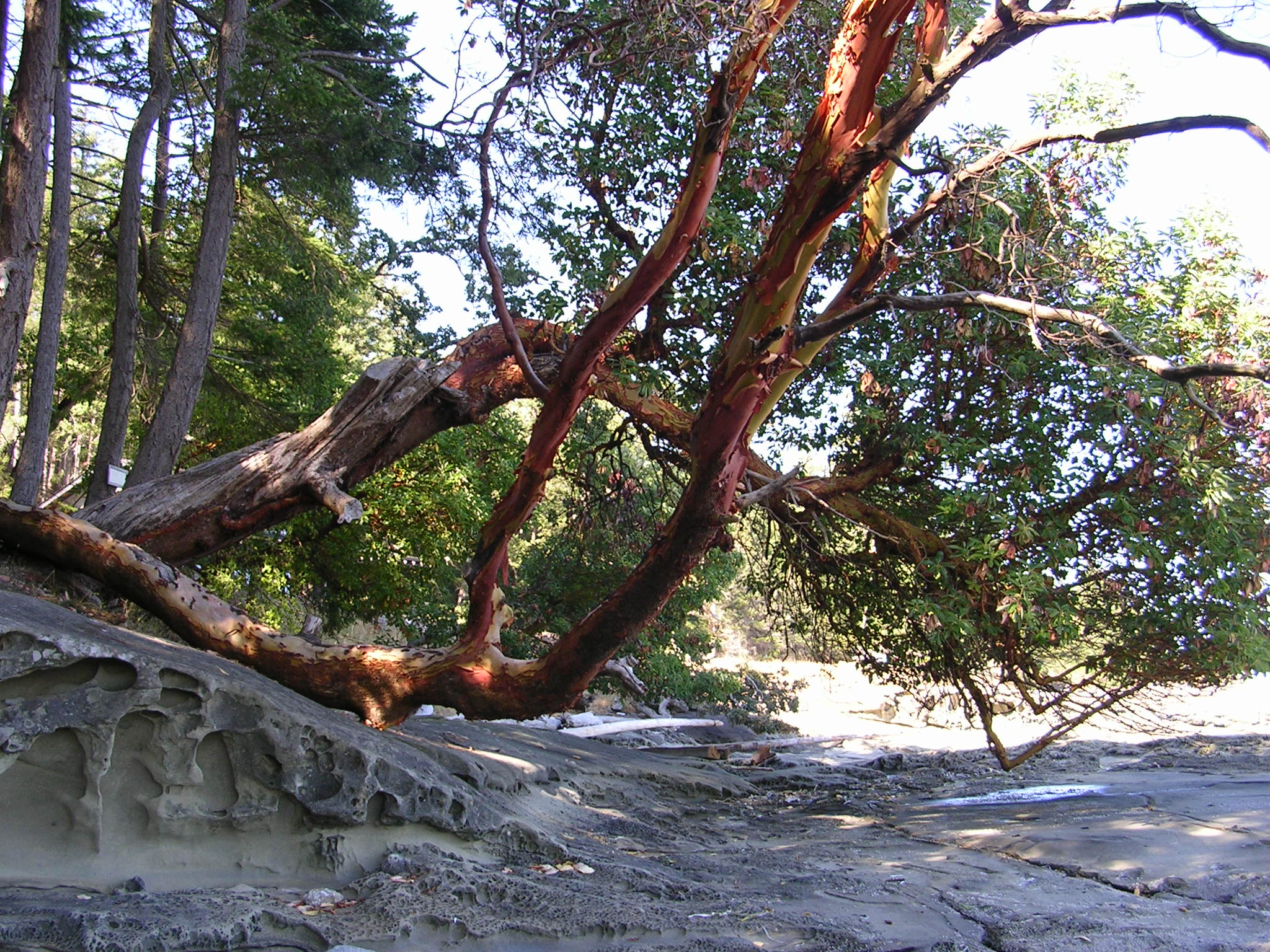
Arbousiers et plages de grès.

La partie sud est composée de milliers d’îles qui font partie d'un archipel plus vaste qui englobe également les îles San Juan appartenant aux États-Unis. Les îles principales sont :
- Île Gabriola
- Île Galiano
- Île Kuper
- Île Mayne
- Îles Pender
- Île Saltspring
- Île  Saturna
- Île Thetis
- Île Valdes

### Îles du Nord
Au nord, les îles principales sont :
- Île Denman
- Île Hornby
- Île Lasqueti
- Île Texada
- Îles Thormanby

### Remarque
Les îles Cortes et l’île Quadra sont parfois considérées comme faisant partie des îles Gulf du Nord, mais, comme elles ne sont pas exactement comprises dans le détroit de Géorgie, elles sont plutôt considérées comme faisant partie de l'archipel situé au nord du détroit et informellement appelé îles Discovery.

## Faune et flore
Les eaux qui entourent les îles sont riches en espèces animales et végétales. On y trouve du kelp, des orques. En 2003, la zone est devenue un parc national du nom de réserve de parc national des Îles-Gulf.
Le climat méditerranéen des îles est adapté pour l’espèce de chêne nommée chêne Garry. On y trouve également le camassia.